# سبک زندگی کم تحرک

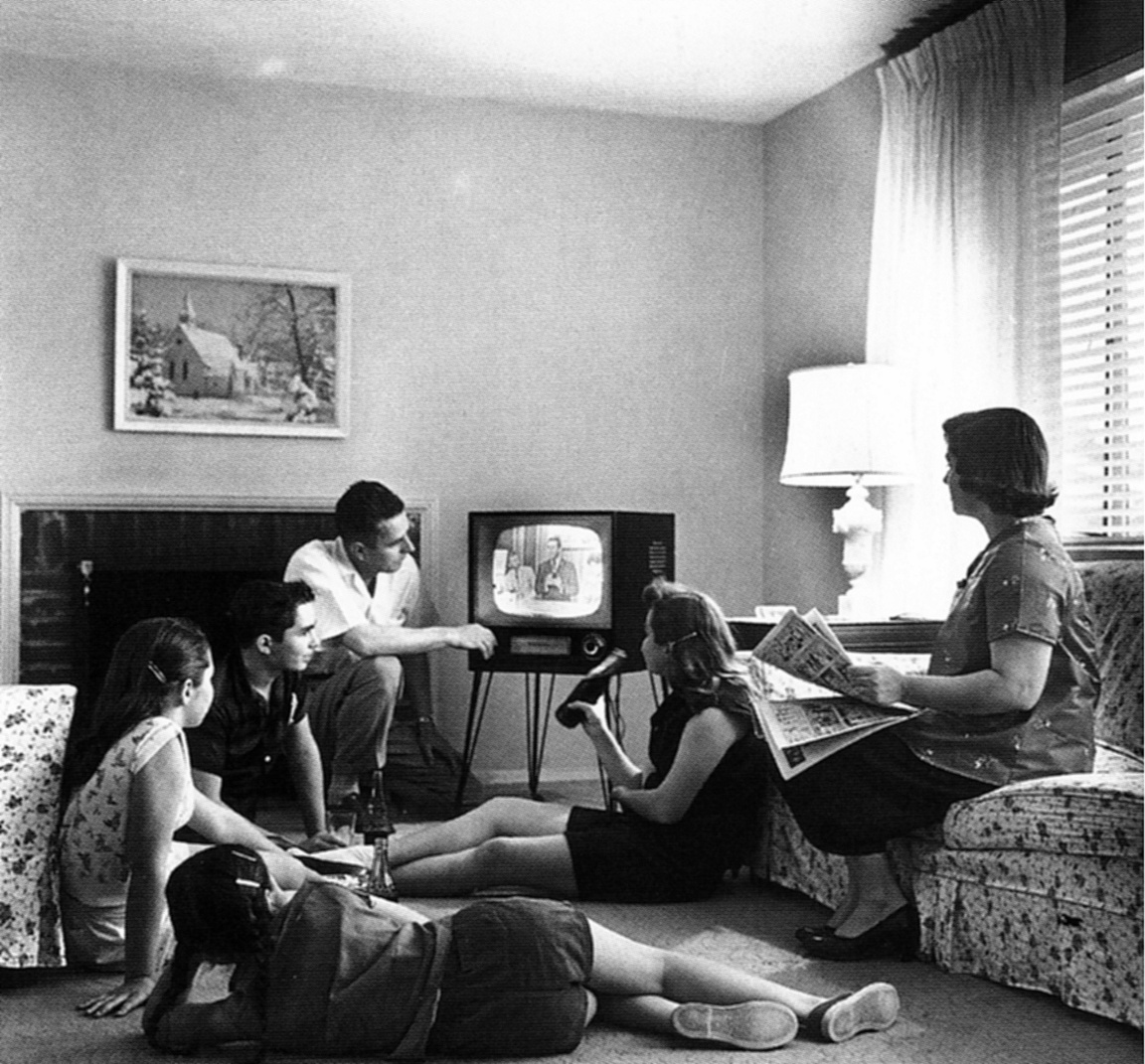
گرایش‌های ورزشی مانند تماشای تلویزیون از ویژگی‌های رایج سبک زندگی بی تحرک است.

کم‌تحرکی نوعی سبک زندگی است که در آن فرد از نظر فیزیکی غیرفعال است و حرکت بدنی یا ورزش را کم یا اصلاً انجام نمی‌دهد. فردی که سبک زندگی کم تحرکی دارد، اغلب در حالی که مشغول فعالیت‌هایی مانند معاشرت، تماشای تلویزیون، بازی‌های ویدیویی، مطالعه یا استفاده از تلفن همراه یا رایانه است، در بیشتر ساعات روز نشسته یا دراز می‌کشد. سبک زندگی کم تحرک به کیفیت پایین سلامت، بیماری‌ها و همچنین بسیاری از علل قابل پیشگیری مرگ کمک می‌کند.
زمان نشستن معیار رایج سبک زندگی بی تحرک است. یک بررسی جهانی که ۴۷ درصد از جمعیت بزرگسال جهان را بررسی کرد، نشان داد که افراد به‌طور متوسط ۴٫۷ تا ۶٫۵ ساعت در روز می‌نشینند و این میانگین هر سال افزایش می‌یابد. مرکز کنترل بیمار آمریکا دریافت که ۲۵٫۳٪ از کل بزرگسالان آمریکایی از نظر فیزیکی غیرفعال هستند.
زمان صفحه‌نمایش اصطلاحی است برای مدت زمانی که شخص صرف تماشای صفحه‌نمایشی مانند تلویزیون، مانیتور کامپیوتر یا دستگاه تلفن همراه می‌کند. زمان بیش از حد صفحه‌نمایش با پیامدهای منفی برای سلامتی مرتبط است.

## تعریف

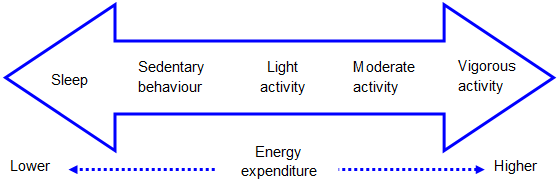
رفتار بی تحرک باعث می‌شود انرژی کمتری نسبت به رفتار فعال مصرف شود.

رفتار بی تحرک با عدم تحرکی بدنی یکسان نیست: رفتار بی تحرک به عنوان "به هر رفتار بیداری که با مصرف انرژی کمتر یا مساوی ۱٫۵برابر شاخص متابولیک (METs)، در حالت نشسته، خوابیده یا درازکش معادل است، تعریف می‌شود. گذراندن بیشتر ساعات بیداری در حالت نشسته لزوماً به معنای بی تحرکی یک فرد نیست، اگرچه نشستن و دراز کشیدن اغلب رفتارهای بی تحرک هستند. اسموند وایت سبک زندگی بی تحرک را سبک زندگی ای تعریف می‌کند که شامل رفتار بی تحرک «بیش از شش ساعت در روز» است.

## اثرات سلامتی
اثرات زندگی کاری یا سبک زندگی بی تحرک می‌تواند مستقیم یا غیرمستقیم باشد. یکی از برجسته‌ترین تأثیرات مستقیم سبک زندگی بی تحرک، افزایش شاخص توده بدنی است که منجر به چاقی می‌شود. کمبود فعالیت بدنی یکی از دلایل اصلی مرگ و میر قابل پیشگیری در سراسر جهان است.
تنها در ایالات متحده سالانه حداقل ۳۰۰٬۰۰۰ مرگ زودرس و ۹۰ میلیارد دلار هزینه مستقیم مراقبت‌های بهداشتی ناشی از چاقی و سبک زندگی کم تحرک است. این خطر در میان افرادی که بیش از ۵ ساعت در روز بی حرکت می‌نشینند، بیشتر است. نشان داده شده، که این عامل مستقل از ورزش سخت و شاخص توده بدنی، به تنهایی یک عامل خطر است. افرادی که بیش از ۴ ساعت در روز بی حرکت می‌نشینند، ۴۰ درصد بیشتر از افرادی که کمتر از این مدت در روز می‌نشینند، در معرض خطر هستند. با این حال، افرادی که حداقل ۴ ساعت در هفته ورزش می‌کنند به همان اندازه آنهایی کمتر از ۴ ساعت در روز می‌نشینند، سالم هستند.
به‌طور غیرمستقیم، افزایش شاخص توده بدنی به دلیل سبک زندگی کم تحرک می‌تواند منجر به کاهش بهره‌وری و افزایش غیبت از فعالیت‌های ضروری مانند کار شود.
- اضطراب[۲۷][۲۸]
- بیماری قلبی-عروقی[۲۹][۳۰]
- میگرن
- سرطان پستان[۳۱]
- سرطان روده بزرگ[۲۸]
- سندرم رایانه دیداری (تنها با استفاده زیاد از تجهیزات الکترونیک)
- افسردگی[۲۸][۳۲]
- نقرس
- فشار خون بالا[۲۸][۳۳][۳۴]
- اختلالات چربی[۲۸]
- مشکلات پوستی مانند ریزش مو[۳۵]
- مرگ در بزرگسالان[۳۶][۳۷]
- چاقی[۳۸][۳۹]
- پوکی استخوان[۲۸][۴۰][۴۱]
- کژپشتی[۲۸][۴۰][۴۱]
- فتق دیسک (کمردرد)[۴۲]
- دیابت نوع ۲[۲۸][۳۰]
- اضافه وزن[۴۳]

### عملکرد مغز
نشستن طولانی مدت گردش خون را کاهش می‌دهد. این جریان خون کاهش یافته منجر به کاهش اکسیژن رسانی به مغز (هیپوکسی مغزی) و اختلال در عملکردهای شناختی مانند تمرکز و هوشیاری می‌شود. مغز برای عملکرد مطلوب به شدت به تأمین مداوم اکسیژن و گلوکز متکی است. کاهش گردش خون این عرضه را مختل کرده و در نتیجه باعث کندی شناختی و کاهش وضوح ذهنی می‌گردد.

### گردن و شانه‌ها
نشستن، به ویژه با وضعیت نامناسب، اغلب شامل چرخاندن گردن به سمت جلو برای نگاه کردن به صفحه نمایش یا اسناد است. این وضعیت جلوافتادگی گردن، باعث فشار بیش از حد بر مهره‌های گردن وارد می‌شود که منجر به تنش عضلانی و درد در گردن و شانه‌ها می‌گردد. با گذشت زمان، این امر می‌تواند باعث شود که مهره‌های گردنی برای همیشه نامرتب شده، که منجر به گردن درد مزمن و گیرافتادگی عصبی بالقوه شود.

### بالاتنه و پشت
دیسک‌های بین مهره‌ای که به عنوان بالشتک بین مهره‌ها عمل می‌کنند، هنگام نشستن طولانی مدت تحت فشار ثابتی قرار می‌گیرند. این فشرده‌سازی می‌تواند منجر به تحلیل رفتن و فتق دیسک شود. علاوه بر این، کلاژن، یک پروتئین ساختاری اولیه در تاندون‌ها و رباط‌ها، زمانی که به‌طور منظم کشیده نشود و حرکت نکند، سفت شده، که منجر به کاهش انعطاف‌پذیری و افزایش خطر آسیب در ناحیه پشت می‌شود.

### بیماری قلبی
عدم تحرک بدنی باعث کاهش کارایی سیستم قلبی عروقی می‌شود. جریان خون کند باعث تجمع اسیدهای چرب و لیپیدها در رگ‌های خونی می‌گردد. این رسوبات می‌توانند به دیواره‌های عروق بچسبند و پلاک‌هایی را تشکیل دهند (تصلب شرایین) که در نهایت شریان‌ها را باریک کرده و جریان خون را محدود می‌کند. این وضعیت خطر ابتلا به بیماری عروق کرونری و حملات قلبی را افزایش می‌دهد، زیرا قلب برای دریافت اکسیژن و مواد مغذی کافی تلاش می‌کند.
یک مطالعه نشان داد که قطع نشستن با ۲۰ دقیقه پیاده‌روی با شدت کم در هر ساعت یا ۳ دقیقه پیاده‌روی با شدت کم در هر ۳۰ دقیقه به‌طور قابل توجهی باعث کاهش فشار خون سیستولیک و دیاستولیک در شرکت‌کنندگان سالم می‌شود.

### تولید بیش از حد پانکراس
سبک زندگی کم تحرک به کاهش فعالیت عضلانی کمک می‌کند که بر متابولیسم کربوهیدرات تأثیر می‌گذارد. کاهش فعالیت عضلانی منجر به کاهش حساسیت به انسولین می‌شود و پانکراس را وادار می‌کند تا انسولین بیشتری تولید کند تا سطح طبیعی گلوکز خون را حفظ نماید (سندرم متابولیک). تولید بیش از حد مزمن انسولین می‌تواند لوزالمعده را خسته کند و به مقاومت به انسولین کمک کند، که زمینه‌ساز دیابت نوع ۲ است.

### مشکلات پا
نشستن طولانی مدت مانع از بازگشت وریدی از پاها به قلب می‌شود و منجر به استاز وریدی (آهسته شدن جریان خون در رگ‌ها) می‌گردد. این می‌تواند باعث تجمع مایع در اندام‌های تحتانی و در نتیجه تورم (ادم) و واریس شود. همچنین، جریان کند خون، خطر تشکیل لخته را افزایش می‌دهد، که به‌طور بالقوه منجر به ترومبوز ورید عمقی (DVT) می‌گردد، وضعیتی که در آن لخته‌های خون در سیاهرگ‌های عمقی تشکیل می‌شوند که می‌تواند به ریه‌ها رفته و باعث آمبولی ریه گردد.

## کاهش

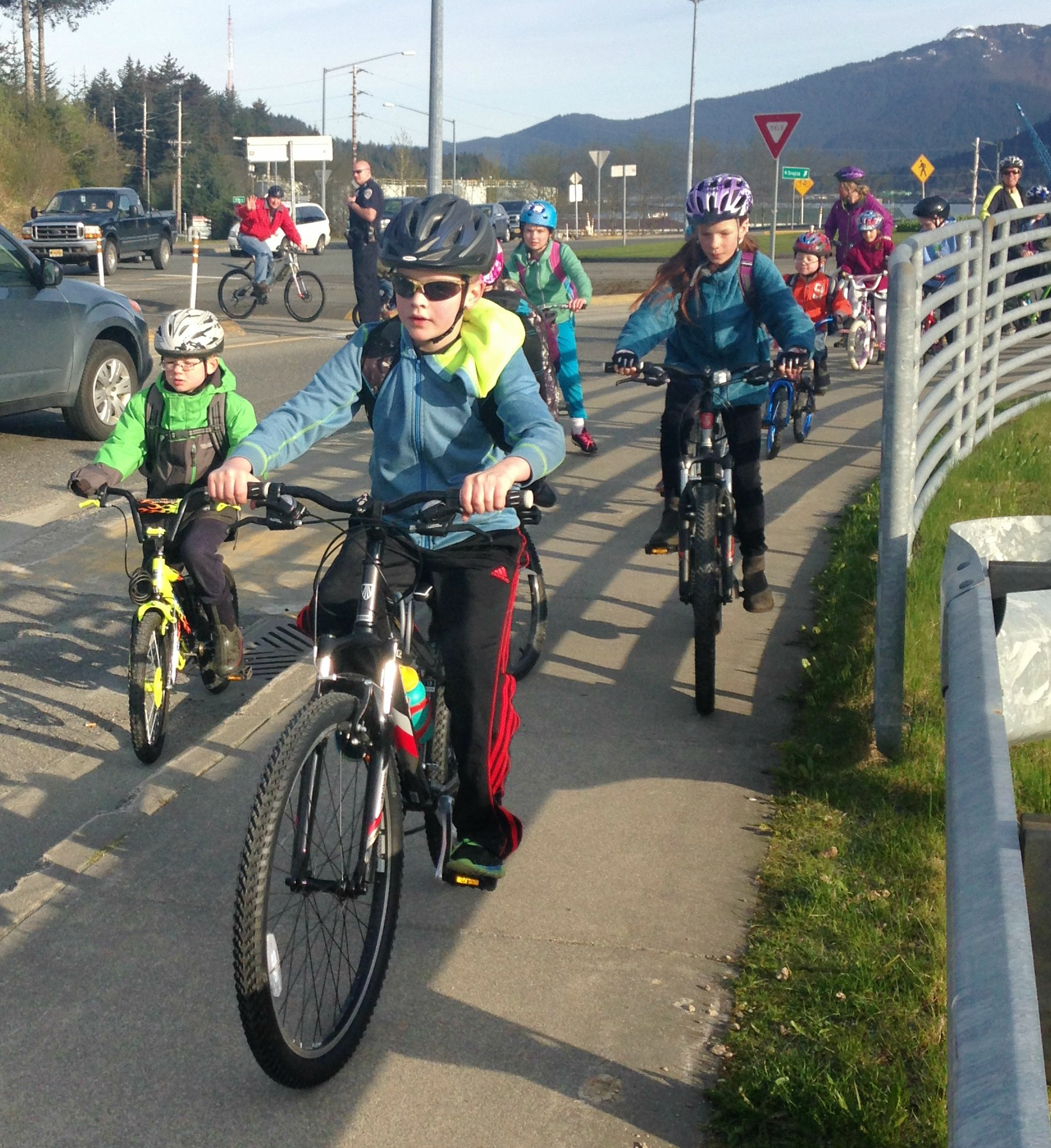
روز با دوچرخه به مدرسه در آلاسکا، ۲۰۱۵

بزرگسالان و کودکان زمان طولانی را در محل کار یا مدرسه می‌گذرانند، به همین دلیل است که مداخلات در این دو زمینه متمرکز شده است. کمپین‌های رسانه‌های جمعی همچنین ممکن است بتوانند مدت زمان صرف شده برای نشستن یا دراز کشیدن را کاهش دهند و بر عزم فعالیت فیزیکی تأثیر مثبت بگذارند.
نوآوری‌های اخیر در فناوری هوش مصنوعی منجر به توسعه سیستم‌های تجویز ورزش شده است که برای کاهش رفتارهای بی تحرک طراحی شده‌اند. این سیستم‌ها با تجزیه و تحلیل معیارهای سلامت فردی، برنامه‌های ورزشی شخصی‌سازی شده را ارائه می‌دهند و به‌طور بالقوه شیوع سبک زندگی بی تحرک و خطرات سلامت مرتبط با آن را کاهش می‌دهند.

### در فضاهای شهری
برخی شواهد یافت شده از ارتباط منفی بین قرار گرفتن در معرض یا حاشیه یک بزرگراه شهری با فعالیت بدنی متوسط تا شدید خبر می‌دهد. نسبت افراد فعال بدنی در محله‌هایی با قابلیت پیاده‌روی زیاد و در مقابل قابلیت کم پیاده‌روی، بیشتر بوده است. افزایش نرخ اضافه وزن، چاقی و عدم تحرک بدنی در شهرها و جمعیت شهری چین که به سرعت در حال رشد هستند به دلیل شیوه‌ها و سیاست‌های توسعه شهری بوده است.

### در محیط کار
رفتار بی تحرک شغلی بخش قابل توجهی از زمان نشستن بسیاری از بزرگسالان را تشکیل می‌دهد. برخی از سازمان‌ها و کارگاه‌ها، برنامه‌هایی مانند کلاس‌های ورزشی را در هنگام ناهار، چالش‌های پیاده‌روی در بین همکاران، یا به کارکنان خود اجازه ایستادن به جای نشستن پشت میز در طول کار، را اجرا کرده‌اند. مداخلات در محل کار مانند ایستگاه‌های کاری با فعالیت‌های جایگزین، میزهای نشستن و ترویج استفاده از پله‌ها از جمله اقداماتی هستند که برای مقابله با آسیب‌های کم تحرکی در محل کار اجرا می‌شوند.

#### تحقیقات
بررسی کاکرین در سال ۲۰۱۸ به این نتیجه رسید که «در حال حاضر شواهدی با بی کیفیتی وجود دارد که میزهای نشستن-ایستادن ممکن است نشستن در محل کار را در سال اول استفاده از آنها کاهش دهند. با این حال، احتمالاً اثرات آن با گذشت زمان کاهش می‌یابد. به طور کلی شواهد کافی برای نتیجه‌گیری در مورد چنین اثراتی برای انواع دیگر مداخلات و اثربخشی کاهش نشستن طولانی‌تر از یک سال در محل کار وجود ندارد.»
مداخله ای برای تشویق کارکنان اداری به ایستادن و حرکت، زمان نشستن آنها را ۲۲ دقیقه پس از ۱ سال کاهش داد، این تأثیر ۳ برابر بیشتر از مداخله شامل میز نشستن-ایستادن بود. این مداخله همچنین منجر به بهبودهای جزئی در استرس، تندرستی و قدرت بدنی شد.

### در تحصیلات
اکثر مواقعی که بچه‌ها در کلاس هستند، نشسته‌اند (۶۰ درصد مواقع). کودکانی که به‌طور منظم به فعالیت بدنی می‌پردازند، بیشتر به بزرگسالان سالم تبدیل می‌شوند. کودکان وقتی که رفتار بی تحرک را با رفتار فعال جایگزین کنند، هم از نظر جسمی و هم از نظر روحی سود می‌برند. علیرغم این آگاهی و تا حدی به دلیل افزایش رفتارهای بی تحرک، کودکان در هر هفته ۸ ساعت کمتر از ۲۰ سال پیش بازی آزاد دارند.
مطالعات متعددی اثرات افزودن میزهای ایستاده با قابلیت تنظیم ارتفاع را به کلاس‌های درس بررسی کرده‌اند که باعث کاهش زمان صرف شده برای نشستن شده است. با این حال، ارتباط کاهش نشستن با اثرات سلامتی چالش‌برانگیز است. در یک مطالعه انجام شده بر روی کودکان مدرسه‌ای استرالیایی، معروف به مطالعه Transform-Us!، مداخلات کاهش مدت زمان نشستن کودکان در کلاس با شاخص توده بدنی و دور کمر کمتر مرتبط بود. مداخلات مورد استفاده در این مطالعه شامل میزهای ایستاده و سه‌پایه، استفاده از تایمر و تجهیزات ورزشی و سیرک در کلاس درس بود. معلمان همچنین درس‌ها را فعال‌تر می‌کردند و برای ارتقای زمان فعال به درس‌ها استراحت می‌دادند. در ایالات متحده، یکی دیگر از مداخلات برای کودکان، ترویج استفاده از وسایل حمل و نقل فعال مانند برنامه مسیرهای امن، به مدرسه و از مدرسه است.

## تاریخچه
در طول صد سال گذشته، جابجایی زیادی از مشاغل یدی (مانند کشاورزی، تولید و ساختمان‌ساز) به مشاغل اداری صورت گرفته است که به دلیل عوامل مؤثر بسیاری از جمله جهانی شدن، برون سپاری مشاغل و پیشرفت‌های فناوری (به ویژه اینترنت و رایانه) است. در سال ۱۹۶۰، مشاغلی که به فعالیت بدنی متوسط نیاز داشتند از ۵۰ درصد به ۲۰ درصد کاهش یافت و از هر دو آمریکایی، یک نفر از نظر فیزیکی شغل سختی داشت، در حالی که در سال ۲۰۱۱ این نسبت یک به پنج بود. از سال ۱۹۹۰ تا ۲۰۱۶، حدود یک سوم کاهش در مشاغل دستی/اشتغال مشاهده شد. در سال ۲۰۰۸، نظرسنجی مصاحبه ملی سلامت آمریکا در ایالات متحده نشان داد که ۳۶٪ از بزرگسالان غیرفعال بودند و ۵۹٪ از پاسخ دهندگان بزرگسال هرگز در فعالیت بدنی شدید بیش از ۱۰ دقیقه در هفته شرکت نکردند. طبق یک مطالعه در سال ۲۰۱۸، کارکنان اداری معمولاً ۷۰ تا ۸۵ درصد را در حالت نشسته می‌گذارند. در جمعیت ایالات متحده، شیوع در حال تماشای تلویزیون یا بازی ویدیو از حداقل ۲ ساعت در روز در سال ۲۰۱۵–۲۰۱۶ بالاتر بود (بین ۵۹٪ تا ۶۵٪). شیوع تخمینی استفاده از رایانه در خارج از مدرسه یا محل کار برای حداقل یک ساعت در روز از سال ۲۰۰۱ تا ۲۰۱۶ افزایش یافته است (از ۴۳ درصد به ۵۶ درصد برای کودکان، از ۵۳ درصد به ۵۷ درصد در میان نوجوانان، و از ۲۹ درصد به ۵۰ درصد برای بزرگسالان) و کل زمان نشستن تخمینی از ۲۰۰۷ تا ۲۰۱۶ افزایش یافته است (از ۷٫۰ به ۸٫۲ ساعت در روز در میان نوجوانان و از ۵٫۵ به ۶٫۴ ساعت در روز در میان بزرگسالان).